# Carl Panzram
Carl Panzram, född Charles Panzram 28 juni 1891, död 5 september 1930, var en amerikansk seriemördare, pyroman, inbrottstjuv och brottsling. Han är känd för sina bekännelser till sin enda vän, fångvaktaren Henry Lesser. I skriftlig och muntlig detalj erkänner Panzram sig skyldig till 21 mord och till 1000 fall av sodomi mot män. 
Panzram använde sig av flera olika alias: "Carl Baldwin", "Jack Allen" och "Jefferson Baldwin" i Oregon; "Jeff Davis" i Idaho och Montana;
"Jefferson Davis" i Kalifornien och Montana; "Jeff Rhodes" i Montana samt "John King" och "John O'Leary" i New York.

## Uppväxt
Panzram var son till fattiga preussiska immigranter. Han växte upp på en farm nära Warren (som dock ligger i det angränsande countyt Marshall County) i Polk County, Minnesota och hade fem bröder och en syster. Bröderna brukade ständigt misshandla Panzram, eller som han valde att uttrycka det före sin avrättning: "Everybody thought it was all right to deceive me, lie to me and kick me around whenever they felt like it, and they felt like it pretty regular".
Panzram sändes 1903 till Minnesota State Training School, en reforminstitution för ungdomar. Strax innan han lämnade den använde han en enkel brandbomb för att förstöra en verkstad. Han gick sedan på två andra reforminstitutioner, Montana State Reform School och Immanuel Lutheran Church. På den första försökte han slå ihjäl en vakt med en bräda. På den andra försökte han döda en lärare med en pistol, men tappade greppet om den. Som yngre tonåring var han alkoholist och hamnade ofta i klammeri med rättvisan, vanligtvis för stölder och inbrott. Han rymde hemifrån som 14-åring och påstod sig ha blivit gruppvåldtagen av ett gäng luffare. Han tjänstgjorde i armén ett tag, men greps för stöld och dömdes till tre års fängelse. Han började sedan resa bland olika stater och även till Skottland, England, Frankrike och Tyskland.

## Kriminell karriär

### Tidiga brott
Den 1 juni 1915 stal Panzram från ett hus i Astoria, Oregon. När han sedan försökte sälja stöldgodset blev han arresterad och dömd till sju års fängelse att avtjäna på Oregon State Penitentiary i Salem.

### Mord
Panzram begick sina första kända mord sommaren 1920. Tidigare hade han gjort inbrott hos William Howard Tafts hus i New Haven och stulit en massa värdesaker, bland annat en .45 Colt-pistol. Efter att han sålt bytet till hälare köpte han en båt, Akista, och började resa på East River, där han gjorde inbrott i andra båtar och mördade män som han anställt. Han brukade droga dem, våldta dem, skjuta dem med pistolen han stal och sedan slänga deras kroppar överbord. I sin självbiografi påstår han att han mördade tio män på tre veckor på det här sättet. Efter att han förlorat båten i en storm reste han till Afrika, där han fick jobb hos Sinclair Oil Company. I Luanda våldtog han en 11-årig pojke och slog ihjäl honom med en sten. Senare i Lobito anställde han sex män till en jaktexpedition. När de var ute på floden och krokodilerna dök upp sköt han ihjäl alla sex och slängde deras kroppar till dem. När han var tillbaka i USA våldtog och mördade han ytterligare två pojkar.

### Avrättning
Vid ett möte med en pastor vars församling protesterade mot avrättning som straffmetod och som samlade dödsdömdas namn till en petition ämnad till högsta domstolen svarade han: "I wish all mankind had one neck so I could choke it!" Han sade även: "I am sorry that I am unable to murder the whole damned human race."
När han stod med snaran runt halsen och blev tillfrågad om han hade några sista ord, yttrade Panzram: "Yes, hurry it up, you Hoosier bastard! I could hang ten men while you're fooling around!"